# Uğurcan Çakır
Pour les articles homonymes, voir Çakır.
Uğurcan Çakır, né le 5 avril 1996 à Antalya, est un footballeur international turc qui évolue au poste de gardien de but à Trabzonspor.

## Biographie

### En sélection
Il reçoit sa première sélection avec les espoirs le 28 mars 2017, lors d'un match amical face à l'Azerbaïdjan (nette victoire 4-0).
Le 22 mars 2019, il figure pour la première fois sur le banc des remplaçants de l'équipe nationale A, sans entrer en jeu, lors d'un match face à l'Albanie rentrant dans le cadre des éliminatoires de l'Euro 2020 (victoire 0-2). Il reçoit finalement sa première sélection le 30 mai de la même année, lors d'une rencontre amicale face à la Grèce, où il est directement propulsé titulaire (victoire 2-1).
En juin 2021, il est retenu dans la liste des 26 joueurs turcs pour disputer l'Euro 2020.
Le 7 juin 2024, il figure dans la liste définitive des 26 joueurs sélectionnés par Vincenzo Montella pour disputer  l'Euro 2024.

## Statistiques
| Saison                | Club                  | Championnat           | Championnat | Championnat | Coupe(s) nationale(s) | Coupe(s) nationale(s) | Supercoupe | Supercoupe | Compétition(s) continentale(s) | Compétition(s) continentale(s) | Compétition(s) continentale(s) | Total | Total |
| Saison                | Club                  | Division              | M.          | B.          | M.                    | B.                    | M.         | B.         | Comp.                          | M.                             | B.                             | M.    | B.    |
| 2015-2016             | 1461 Trabzon (prêt)   | 1. Lig                | 8           | 0           | 1                     | 0                     | -          | -          | -                              | -                              | -                              | 9     | 0     |
| Sous-total            | Sous-total            | Sous-total            | 8           | 0           | 1                     | 0                     | 0          | 0          | -                              | 0                              | 0                              | 9     | 0     |
| 2015-2016             | Trabzonspor           | Süper Lig             | -           | -           | 2                     | 0                     | -          | -          | C3                             | 1                              | 0                              | 3     | 0     |
| 2016-2017             | Trabzonspor           | Süper Lig             | -           | -           | -                     | -                     | -          | -          | -                              | -                              | -                              | 0     | 0     |
| 2017-2018             | Trabzonspor           | Süper Lig             | 6           | 0           | -                     | -                     | -          | -          | -                              | -                              | -                              | 6     | 0     |
| 2018-2019             | Trabzonspor           | Süper Lig             | 20          | 0           | 5                     | 0                     | -          | -          | -                              | -                              | -                              | 25    | 0     |
| 2019-2020             | Trabzonspor           | Süper Lig             | 33          | 0           | 3                     | 0                     | -          | -          | C3                             | 7                              | 0                              | 43    | 0     |
| 2020-2021             | Trabzonspor           | Süper Lig             | 38          | 0           | -                     | -                     | 1          | 0          | -                              | -                              | -                              | 39    | 0     |
| 2021-2022             | Trabzonspor           | Süper Lig             | 36          | 0           | 3                     | 0                     | -          | -          | C4                             | 4                              | 0                              | 43    | 0     |
| 2022-2023             | Trabzonspor           | Süper Lig             | 5           | 0           | 1                     | 0                     | -          | -          | C1+C3                          | 2+1                            | 0+0                            | 9     | 0     |
| Sous-total            | Sous-total            | Sous-total            | 138         | 0           | 14                    | 0                     | 1          | 0          | -                              | 15                             | 0                              | 168   | 0     |
| Total sur la carrière | Total sur la carrière | Total sur la carrière | 146         | 0           | 15                    | 0                     | 1          | 0          | -                              | 15                             | 0                              | 177   | 0     |

## Palmarès

### En club

#### Trabzonspor
- Championnat de Turquie (1)
  - Champion en 2022
  - Vice-champion en 2020
- Coupe de Turquie (1)
  - Vainqueur en 2020
  - Finaliste en 2025